# ليشمانيا كبيرة
الليشمانيا الكبيرة (باللاتينية: Leishmania major) نوع من الطفيليات الأوالي من جنس الليشمانيا، وهي إحدى مسببات داء الليشمانيات الجلدي حيواني المنشأ في العالم القديم. مستودعها الطبيعي القوارض، غالباً من أسرة اليرابيع، وناقلها حشرات من حنس الفاصدة، وبشكل خاص الفاصدة الباباتاسية. تنتشر في المناطق شبه الصحراوية والصحراوية من آسيا الوسطى والشرق الأوسط والمناطق الجافة من شمال أفريقيا. لا يكون الإنسان المصاب مصدراً للعدوى.
تمت قراءة التسلسل الكامل لجينوم الليشمانيا الكبيرة.